# Mark Gregory Pegg
Mark Gregory Pegg (* 1963) ist ein australischer Historiker und Professor an der Washington University in St. Louis. Seine Forschungsarbeit konzentriert sich auf die mittelalterliche Religionsgeschichte, insbesondere auf Häresien, die Inquisition und die Albigenserkreuzzüge. In seinen einflussreichen Werken, darunter The Corruption of Angels und A Most Holy War, analysiert Pegg kritisch die Konstruktion von Gruppen wie den Katharern und argumentiert, dass diese häufig Produkte kirchlicher und inquisitorischer Polemik waren, anstatt real existierende Bewegungen darzustellen. Seine Studien haben das Verständnis von mittelalterlicher Häresie, religiöser Verfolgung und der Rolle ideologischer Machtstrukturen in der Geschichtsschreibung nachhaltig verändert.

## Leben
Mark Gregory Pegg, geboren 1963 in Port Macquarie, New South Wales, Australien,  verbrachte seine Kindheit in Woy Woy. Nach seinem Bachelor-Abschluss 1987 an der Universität Sydney war er von 1988 bis 1990 als Forschungsassistent der Anthropologin Mary Douglas in London tätig. Seine weiterführenden Studien absolvierte Pegg an der Princeton University, wo er unter der Betreuung des renommierten Mediävisten William Chester Jordan promovierte.
Pegg war Mitglied des Institute for Advanced Study an der Princeton University und Gastprofessor an der Université Paul Valéry Montpellier III. Seine akademische Laufbahn zeichnet sich durch interdisziplinäre Ansätze und eine fundierte Verankerung in der mediävistischen Forschung aus.

## Forschungsschwerpunkte
Pegg hat sich auf die mittelalterliche Geschichte spezialisiert, insbesondere auf Themen wie Häresien, die Inquisition, die Albigenserkreuzzüge und die europäische Religionsgeschichte. Werke wie The Corruption of Angels (2001) und A Most Holy War (2007) haben die Wahrnehmung mittelalterlicher Glaubenskonflikte und die soziale Dynamik von Häresien nachhaltig beeinflusst. Seine Forschung zeichnet sich durch präzise Quellenanalysen und innovative Ansätze aus, die gängige Vorstellungen über religiöse Konflikte und Machtstrukturen des Mittelalters hinterfragen.

## Studien und Werke
Aus Peggs Forschungen sind vier Bücher hervorgegangen:
1. In The Corruption of Angels: The Great Inquisition of 1245-1246 (2001) untersucht Pegg die größte Ketzer-Inquisition des Mittelalters und beleuchtet deren Strukturen und Auswirkungen.
2. A Most Holy War: The Albigensian Crusade and the Battle for Christendom erschien 2008. Dieses Buch analysiert den ersten Kreuzzug, bei dem Christen das Seelenheil durch die Tötung anderer Christen, die der Häresie beschuldigt wurden, versprochen wurde.
3. Beatrice’s Last Smile: A New History of the Middle Ages (2023) ist eine umfassende Geschichte des mittelalterlichen Abendlandes von 200 bis 1500. Das Werk wurde vom Times Literary Supplement und Tom Holland (The Rest is History) als Buch des Jahres ausgezeichnet.
4. In The Cathar Curse: Medieval Heresies and Modern Heretics argumentiert Pegg, dass der Katharismus keine tatsächliche mittelalterliche Häresie war, sondern eine Konstruktion des 19. Jahrhunderts, die auf kirchlicher Polemik basiert. Das Buch beleuchtet, wie diese Erfindung unser Verständnis von Häresie und historischer Wahrheit beeinflusst hat.[1]

Pegg kombiniert in seinen Arbeiten soziale Geschichte mit tiefgehender Quellenanalyse und stellt gängige Vorstellungen über mittelalterliche Häresien infrage. Seine Studien haben die Debatte über die Rolle von Macht und Ideologie in der Geschichtsschreibung nachhaltig geprägt und neue Ansätze für interdisziplinäre Forschung eröffnet.

## Pegg und die Dekonstruktion mittelalterlicher Häresien
Im Mittelalter wurden Gruppierungen wie die Katharer oder Waldenser von der Kirche häufig als Häretiker klassifiziert. Gleichwohl einige dissidente Bewegungen durchaus reale Mitglieder, gemeinsame Überzeugungen und soziale Strukturen hatten, argumentieren Historiker wie Mark Gregory Pegg, dass ihre historische Darstellung in den inquisitorischen Quellen oft überhöht oder verzerrt und oft stark von kirchlicher Propaganda und Polemik geprägt war. Insbesondere bei den Katharern wird von einigen Forschern infrage gestellt, ob sie tatsächlich eine einheitliche, gut organisierte religiöse Bewegung darstellten oder ob ihr Bild vor allem ein Konstrukt der kirchlichen Darstellung ist, das der Legitimation von Verfolgung und Kreuzzügen diente. Pegg beispielsweise sieht in den Katharern weniger eine eigenständige religiöse Gruppe, sondern vielmehr eine durch inquisitorische Dokumente geschaffene Kategorie, die dazu diente, die Macht der Kirche zu stärken und Dissens zu bekämpfen. Peggs Werke, insbesondere The Corruption of Angels und A Most Holy War, zeigen, dass die Häresien nicht so monolithisch oder ideologisch kohärent waren, wie sie oft dargestellt werden. Seine Forschung bietet eine nuancierte Perspektive, die hinterfragt, wie religiöse und soziale Abweichung von den Inquisitoren konstruiert wurde, und weist darauf hin, dass viele der Handlungen und Überzeugungen, die den so genannten Ketzern zugeschrieben wurden, von den kirchlichen Behörden oft falsch interpretiert oder umgedeutet wurden. Seine Analyse zeigt, dass diese Bezeichnungen oft politisch motiviert waren, und unterstreicht die Rolle der kirchlichen Macht bei der Definition dessen, was als abweichendes Verhalten angesehen wurde. Dieser revisionistische Ansatz hat die Geschichtsschreibung zur mittelalterlichen Häresie beeinflusst und legt nahe, dass die Inquisition und die Bemühungen der Kirche, den religiösen Diskurs zu kontrollieren, eine zentrale Rolle bei der Konstruktion der Identität häretischer Gruppen spielten.

## Rezeption
In der wissenschaftlichen Online-Zeitschrift The Medieval Review wird Greggs Buch The Corruption of Angels: The Great Inquisition of 1245-1246 für seinen innovativen und mitreißenden Schreibstil sowie die präzise Analyse von Inquisitionsakten und anderen Primärquellen gelobt. Der Rezensent hebt hervor, dass Peggs Werk die Diskussion über mittelalterliche Häresien und Verfolgungen neu belebt und damit einen bedeutenden Beitrag zur Historiographie dieses Themenfeldes leistet. Besonders anerkannt wird Peggs Fähigkeit, die Konstruktion historischer Narrative kritisch zu hinterfragen und die Macht kirchlicher Diskurse als treibende Kraft hinter diesen Entwicklungen zu beleuchten. Seine Forschung gilt als wegweisend für das Verständnis mittelalterlicher Häresien.

## Veröffentlichungen (Auswahl)
- The Corruption of Angels: The Great Inquisition of 1245–1246. Princeton University Press, 2001. ISBN 978-0691006567.
- A Most Holy War: The Albigensian Crusade and the Battle for Christendom. Oxford University Press 2007. ISBN 978-0195171310.
- Beatrice's Last Smile: A New History of the Middle Ages. Oxford University Press, 2023. ISBN 978-0199766482.